# Formica oregonensis
Formica oregonensis es una especie de hormiga del género Formica, familia Formicidae. Fue descrita científicamente por Cole en 1938.
Se distribuye por los Estados Unidos. Se ha encontrado a elevaciones de hasta 2124 metros. Vive en microhábitats como rocas, piedras y forraje.